# Brachypogon subiectus
Brachypogon subiectus är en tvåvingeart som beskrevs av Debenham 1991. Brachypogon subiectus ingår i släktet Brachypogon och familjen svidknott. Inga underarter finns listade i Catalogue of Life.